# والتون (ویسکانسین)
والتون (به انگلیسی: Valton) یک منطقهٔ مسکونی در ایالات متحده آمریکا است که در شهرستان ساوک، ویسکانسین واقع شده‌است. والتون ۳۲۴٫۰۱ متر بالاتر از سطح دریا واقع شده‌است.